# Baetica Regio
La Baetica Regio è una struttura geologica della superficie di 21 Lutetia.